# Kia Ceed
Kia CEED (được gọi là Kia cee'd trước 2018) là một phiên bản xe nhỏ gọn được sản xuất bởi Kia từ năm 2006 dành riêng cho thị trường châu Âu. Ceed lần đầu tiên được công bố vào ngày 28 tháng 9 năm 2006 tại Paris Motor Show. Vào giữa năm 2007, phiên bản cee'd_sw đã được ra mắt, tiếp theo là pro_cee'd ba cửa vào đầu năm 2008. Thế hệ thứ hai của cee'd đã được giới thiệu tại Geneva Motor Show 2012. Tại Geneva 2018, Kia đã trình làng Ceed thế hệ thứ ba. Vào tháng 9 năm 2019, Kia cũng đã trình làng XCeed, một chiếc crossover SUV dựa trên Ceed thế hệ thứ ba.
Đây là chiếc xe Kia đầu tiên được thiết kế hoàn toàn ở châu Âu và phù hợp với khách hàng châu Âu. Để đánh dấu sự kiện này, Kia đã lấy tên viết tắt của Cộng đồng Kinh tế Châu Âu, EEC (hoặc CEE bằng một số ngôn ngữ) và thêm ED cho Thiết kế Châu Âu. Nhận thấy rằng "CEEED" có quá nhiều chữ 'E, họ đã thay thế chữ' E 'cuối cùng bằng dấu nháy đơn, với' Cee'd ' là kết quả cuối cùng. Kể từ năm 2018, tên Ceed không bao gồm dấu nháy đơn. Các tên viết tắt bây giờ có nghĩa là "Cộng đồng Châu Âu, với Thiết kế Châu Âu". Mẫu xe này được sản xuất tại nhà máy lắp ráp Kia Motors Slovakia ở Žilina từ tháng 10 năm 2006. Ceed thay thế Cerato vốn ít thành công ở châu Âu, và được định vị giữa siêu xe Rio (phân khúc B) và xe cỡ trung Optima (phân khúc D).

## Thế hệ đầu tiên (ED; 2006)
Cee'd được thiết kế tại Frankfurt, Đức, với Miklós Kovács dẫn đầu nhóm thiết kế, trong khi mẫu xe ý tưởng được thiết kế bởi Pontus Fontaeus. Cee'd được phát triển trên cùng một nền tảng với Hyundai i30. Thế hệ đầu tiên đã có sẵn với một sự lựa chọn bốn động cơ (hai động cơ xăng và hai động cơ diesel).
Vào tháng 9 năm 2009, mẫu xe nâng cấp đã được ra mắt tại Triển lãm ô tô Frankfurt lần thứ 63. Trong khi phiên bản 5 cửa và xe ga được cập nhật thiết kế phía trước và sau, bao gồm lưới tản nhiệt công ty mới của Kia có tên là Tiger Nose, các sửa đổi kỹ thuật và những thay đổi nhỏ trong nội thất, ngoại thất phiên bản ba cửa không được cập nhật.
Khoảng 646.300 chiếc Cee'd thế hệ đầu tiên đã được sản xuất.

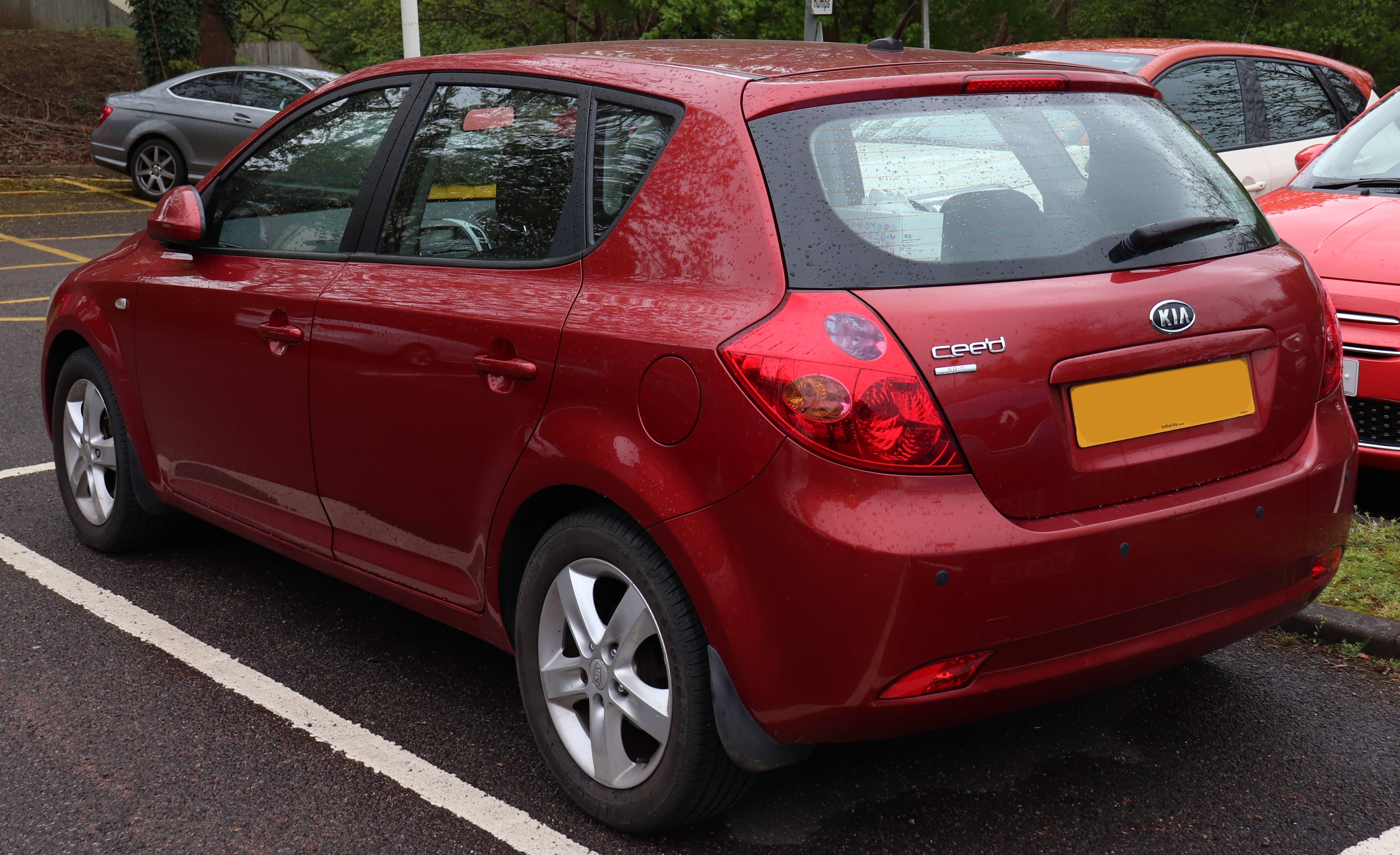
Kia Cee'd tiền facelift (phía sau)
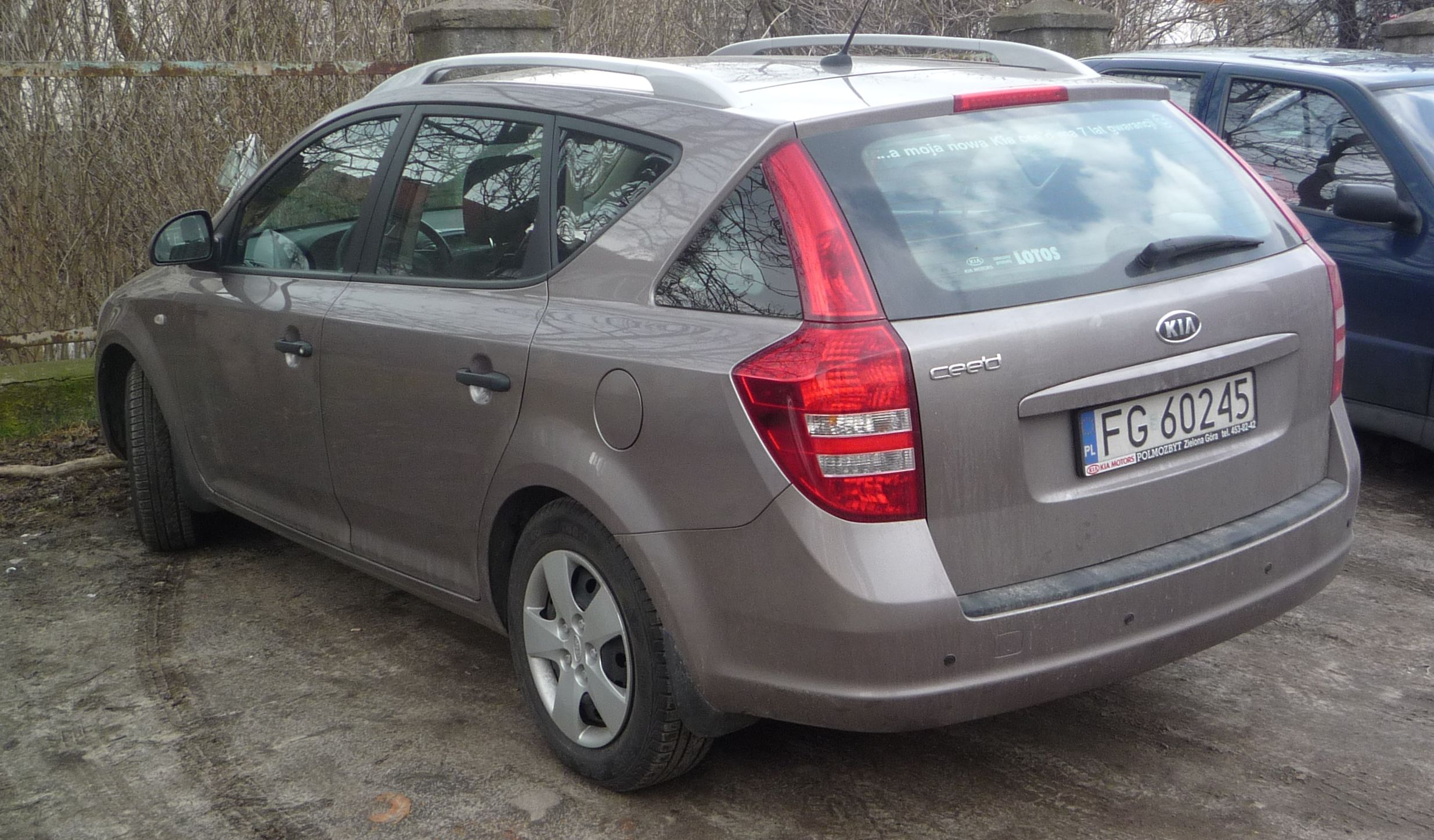
Kia Cee'd SW tiền facelift
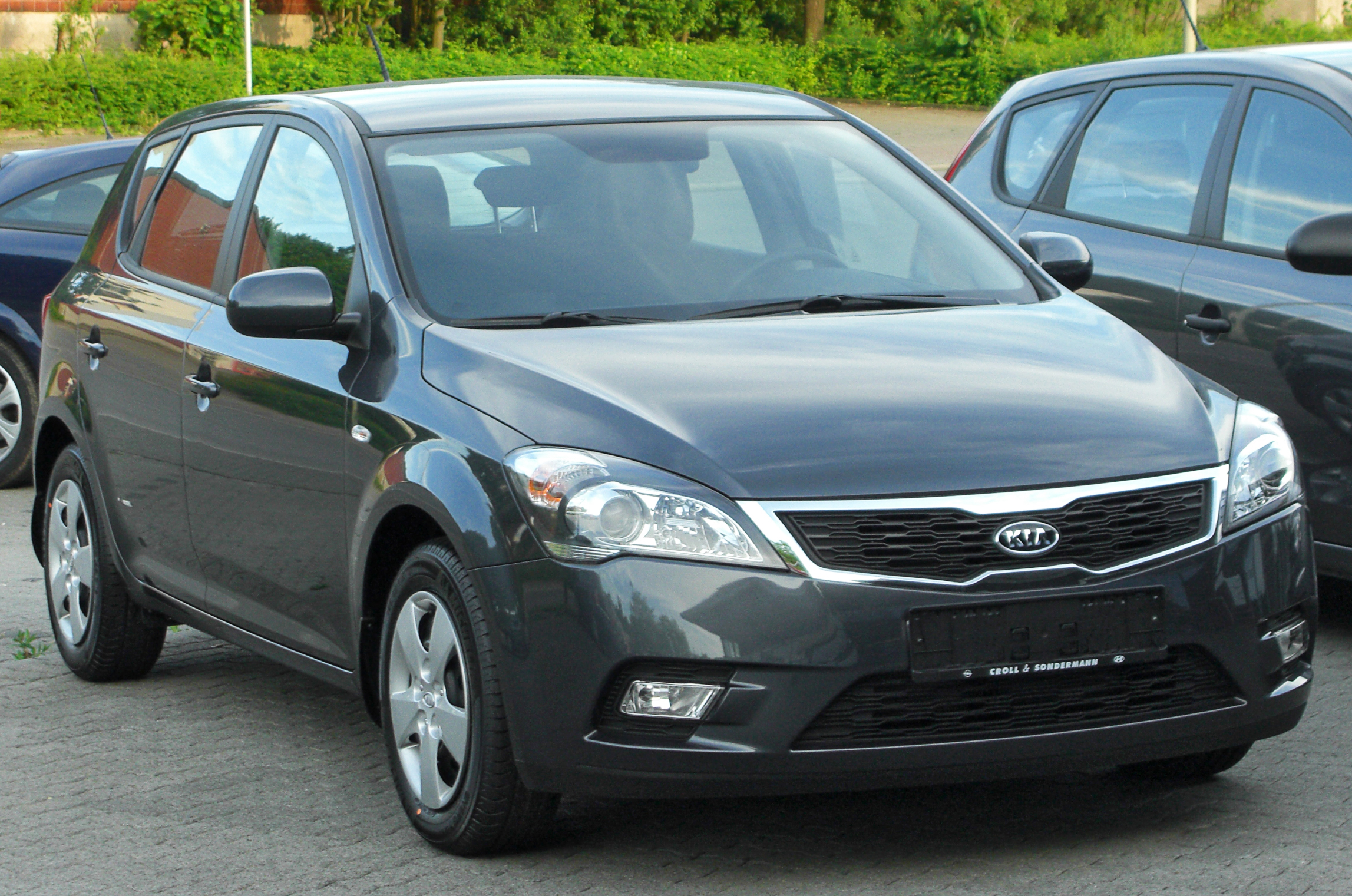
Kia Cee'd Facelift (phía trước)
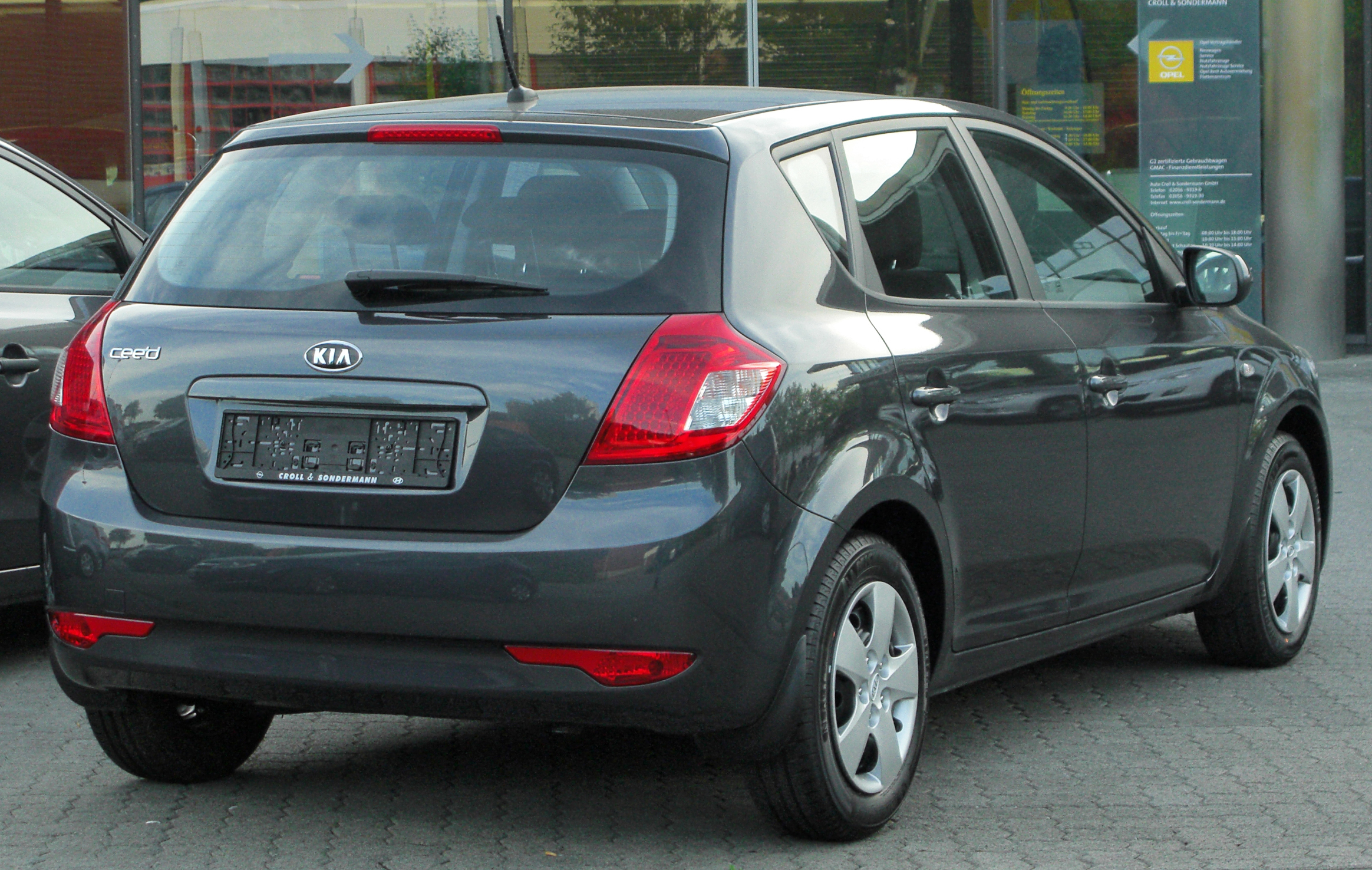
Kia Cee'd Facelift (phía sau)
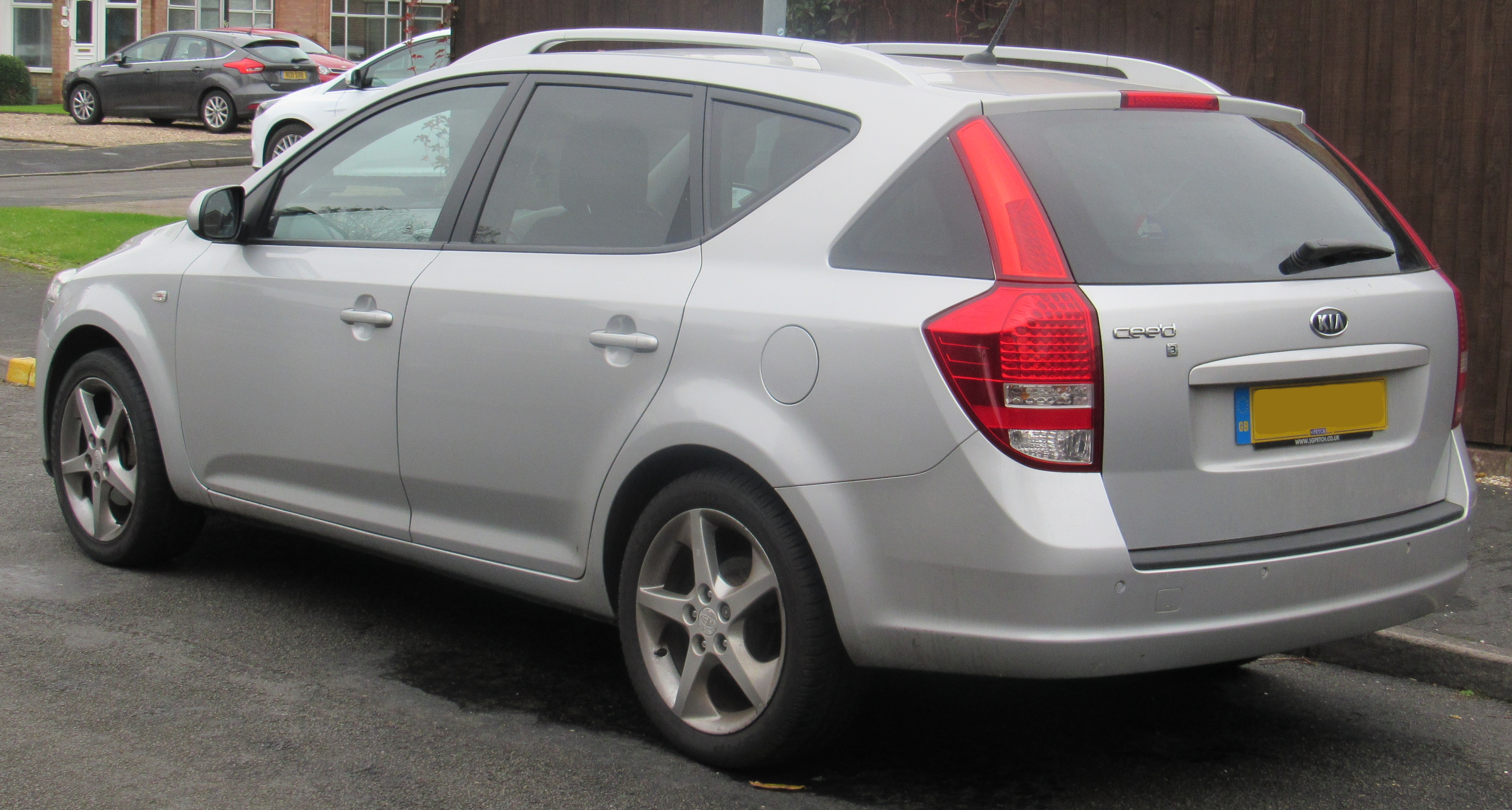
Facelift Kia Cee'd SW
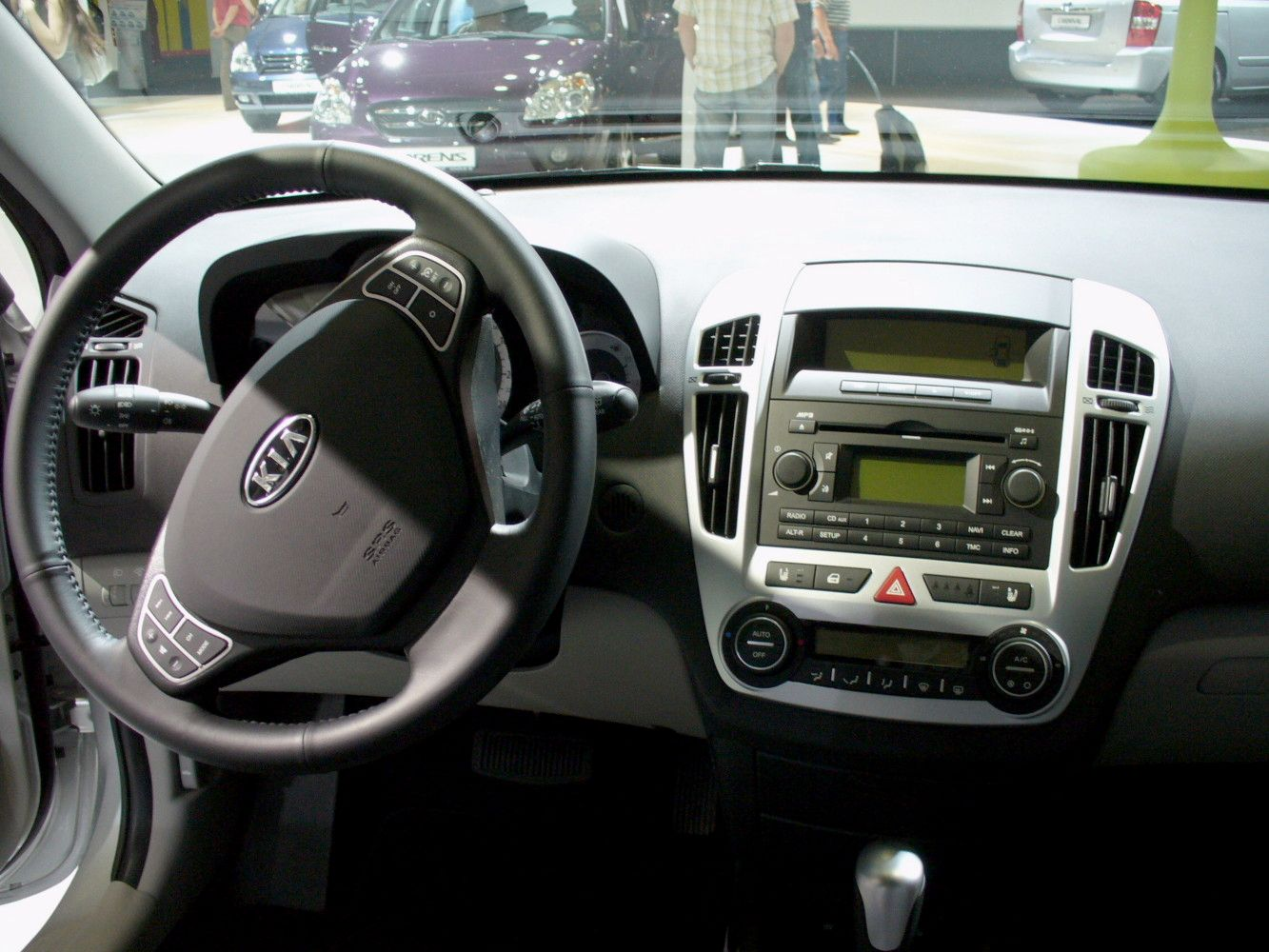
Nội thất tiền nâng cấp

### An toàn
Kia Cee'd đã giành được xếp hạng an toàn 5 sao của Euro NCAP cho người lớn ngồi trên xe đối với mẫu xe trước năm 2009. Nó cũng được trang bị sáu túi khí (bao gồm cả túi khí rèm) theo tiêu chuẩn ngay cả ở các quốc gia như Ukraine, nơi các tùy chọn an toàn thường bị loại bỏ so với các quốc gia khác.
- Dành cho hành khách người lớn  Điểm– 34
- Dành cho hành khách trẻ em  Điểm– 37
- Người đi bộ  Điểm– 11

## Thế hệ thứ hai (JD; 2012)
Ra mắt toàn cầu tại Triển lãm Ô tô Geneva 2012 là thế hệ thứ hai hoàn toàn mới Cee'd (với mã nội bộ JD), được khẳng định là tinh vi hơn, hiệu quả hơn, tinh tế hơn, trang bị tốt hơn và mang lại trải nghiệm lái hấp dẫn hơn thế hệ đầu tiên. Tuy nhiên, Cee'd thế hệ thứ hai đắt hơn đáng kể so với thế hệ đầu tiên và đưa Cee'd ra khỏi thị trường "bình dân" theo ghi nhận của các nhà đánh giá độc lập như Honest John. Cee'd mới dự kiến sẽ xây dựng dựa trên sự thành công của mô hình ban đầu. Với Cee'd mới, là nỗ lực đầu tiên của Kia về một chiếc hatchback nóng bỏng với Pro Cee'd GT.
Lần đầu tiên xuất hiện vào tháng 6 năm 2015, một mô hình nâng cấp của Cee'd đã được bán vào tháng 9 cùng năm.
Khoảng 647.700 chiếc Cee'd thế hệ thứ hai đã được sản xuất.
- Kia Cee'd 1.6 CRDi tiền facelift (phía sau)
- Kia Cee'd SW 1.4 CVVT Edition 7
- Kia Cee'd SW GT Line nâng cấp
- Nội thất tiền nâng cấp

### Pro_Cee'd GT and Cee'd GT

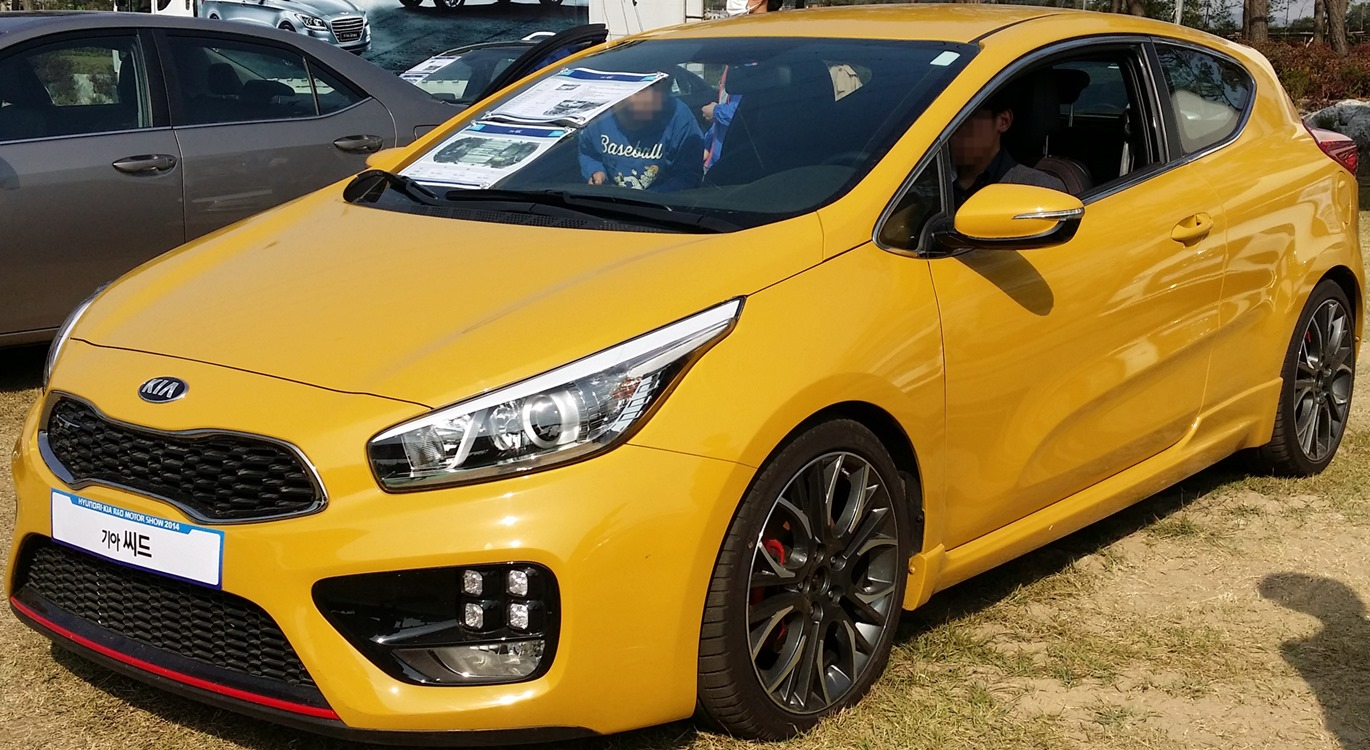
Kia Pro_Cee'd GT (phía trước)
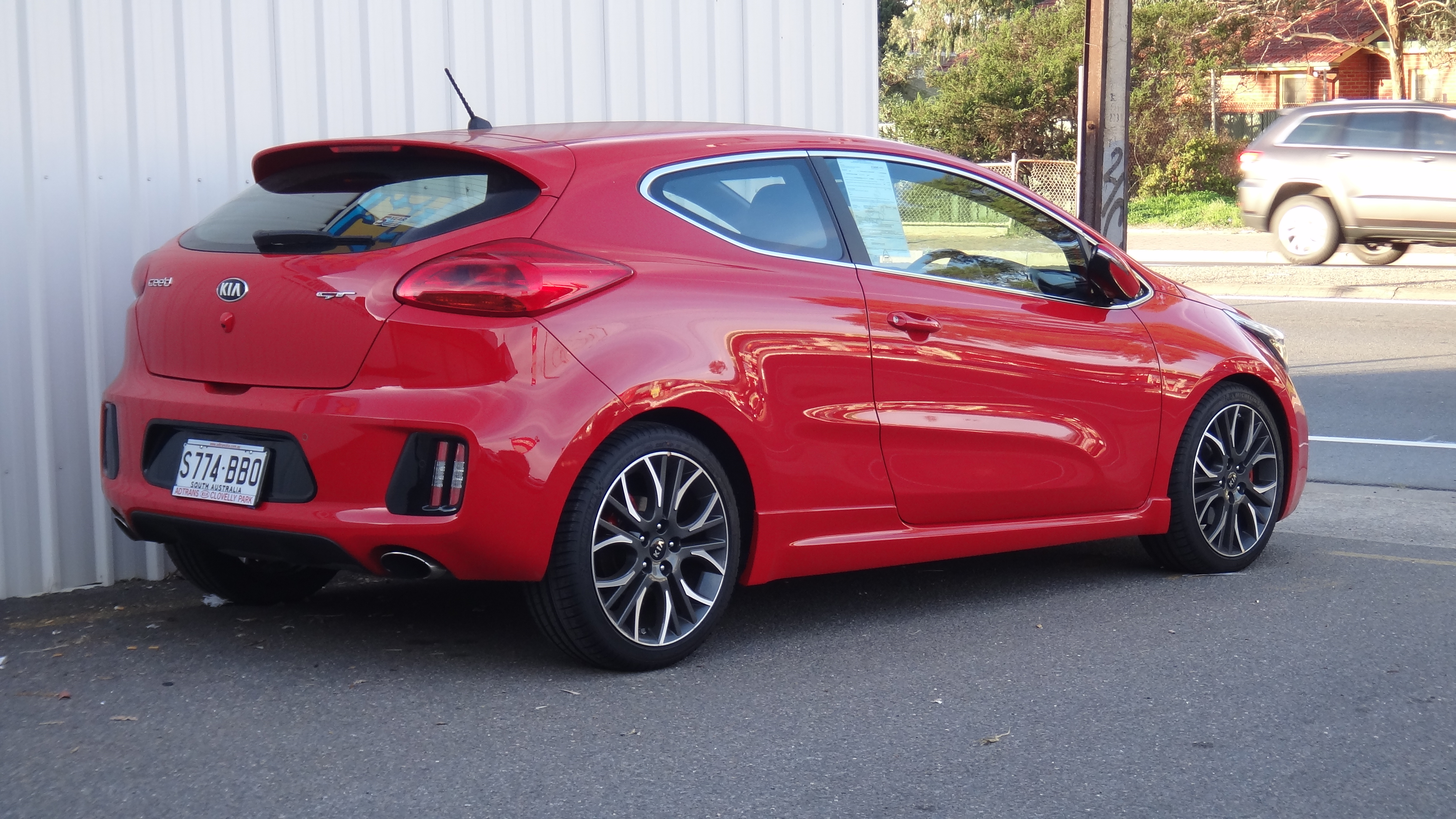
Kia Pro_Cee'd GT (phía sau)

## Thế hệ thứ ba (CD; 2018)
Ceed thế hệ thứ ba đã được công bố vào tháng 2 năm 2018 và được tiết lộ trước thềm Triển lãm Ô tô Geneva 2018. Phiên bản cao cấp đã được công bố vào tháng 3 và chính thức lộ diện tại Geneva Motor Show 2018. Việc sản xuất chiếc hatchback bắt đầu vào tháng 5 năm 2018 và chiếc xe sẽ có mặt trên thị trường vào tháng 6. Việc sản xuất phiên bản  cao cấp  bắt đầu vào mùa hè năm 2018.

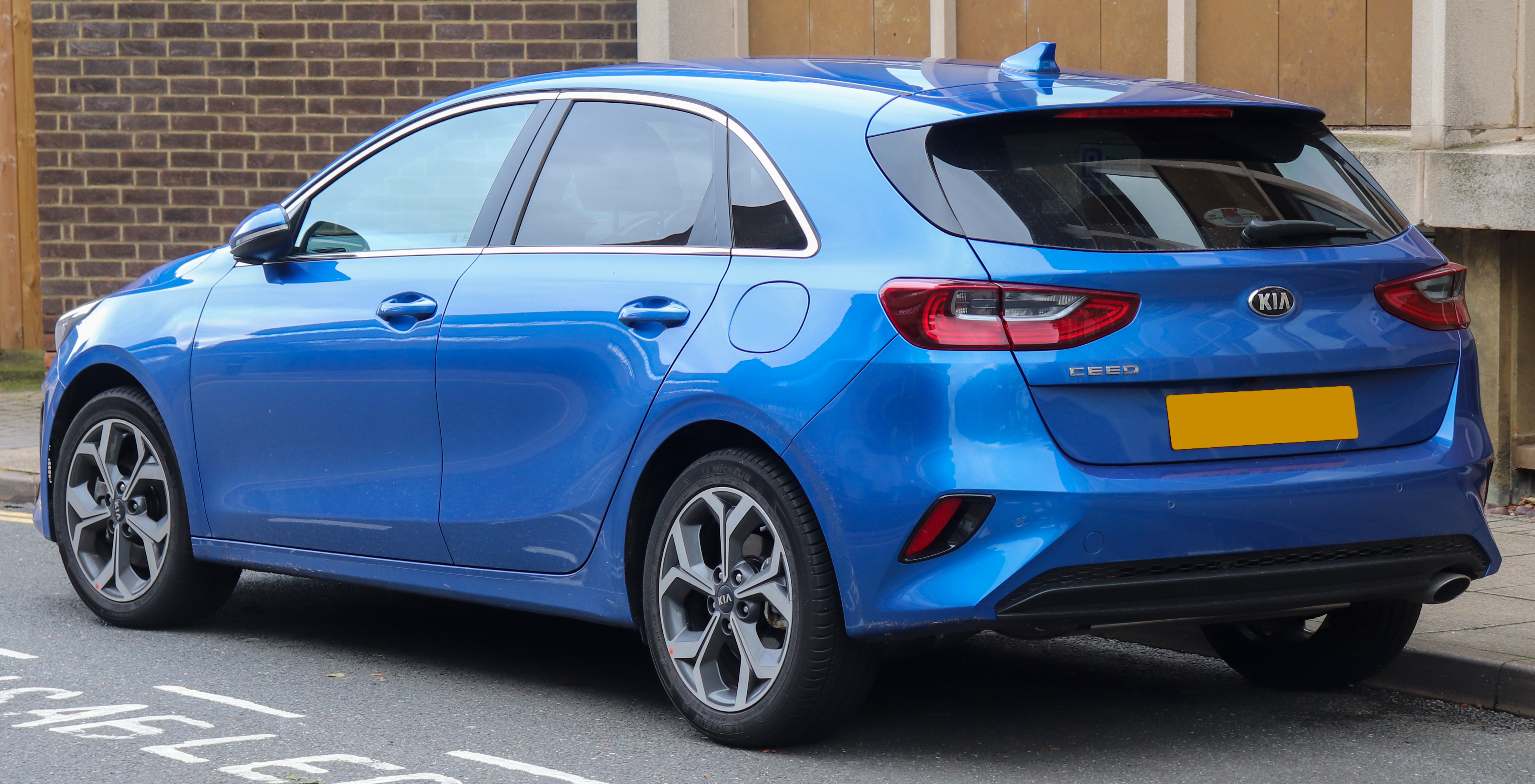
2019 Kia Ceed Hatchback
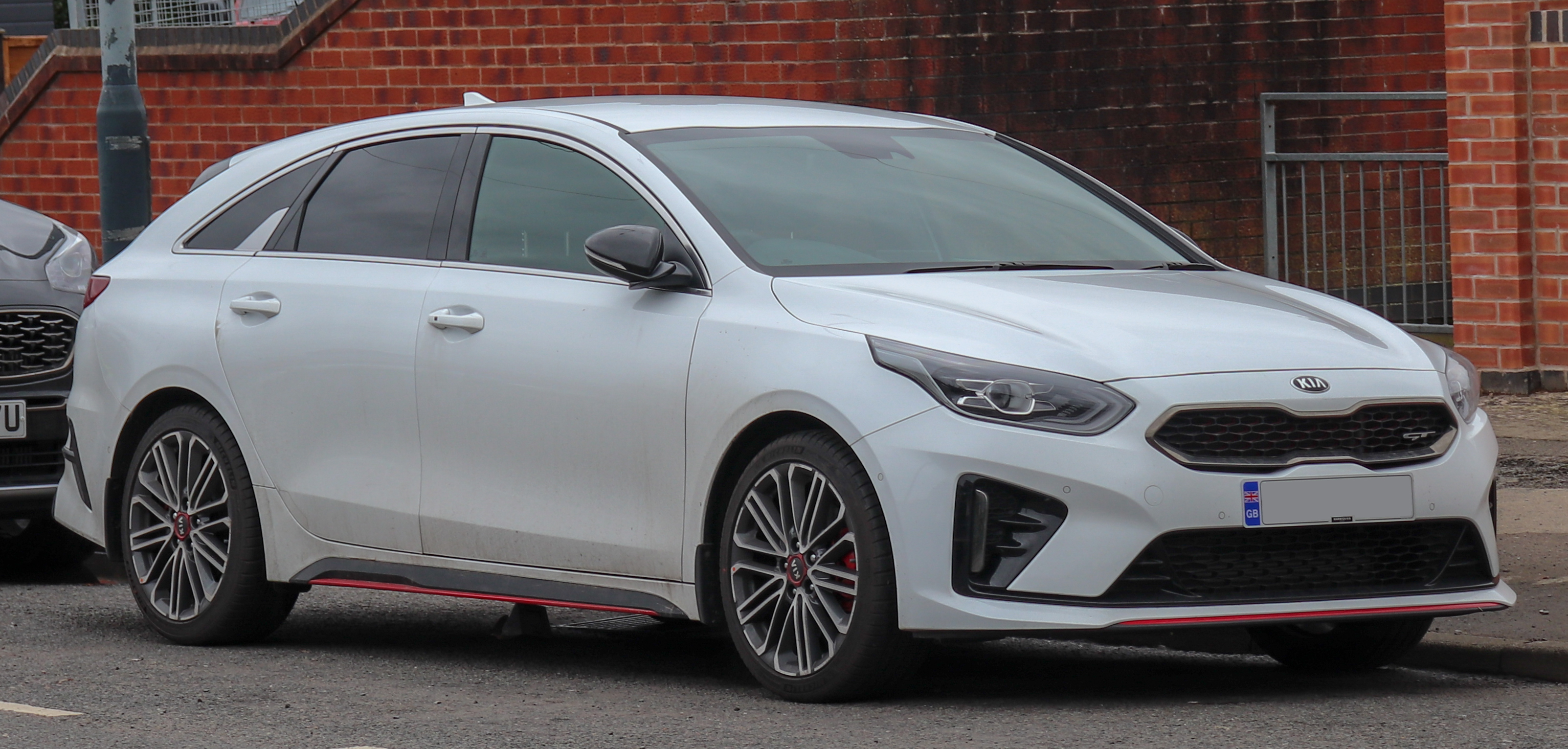
2019 Kia Proceed
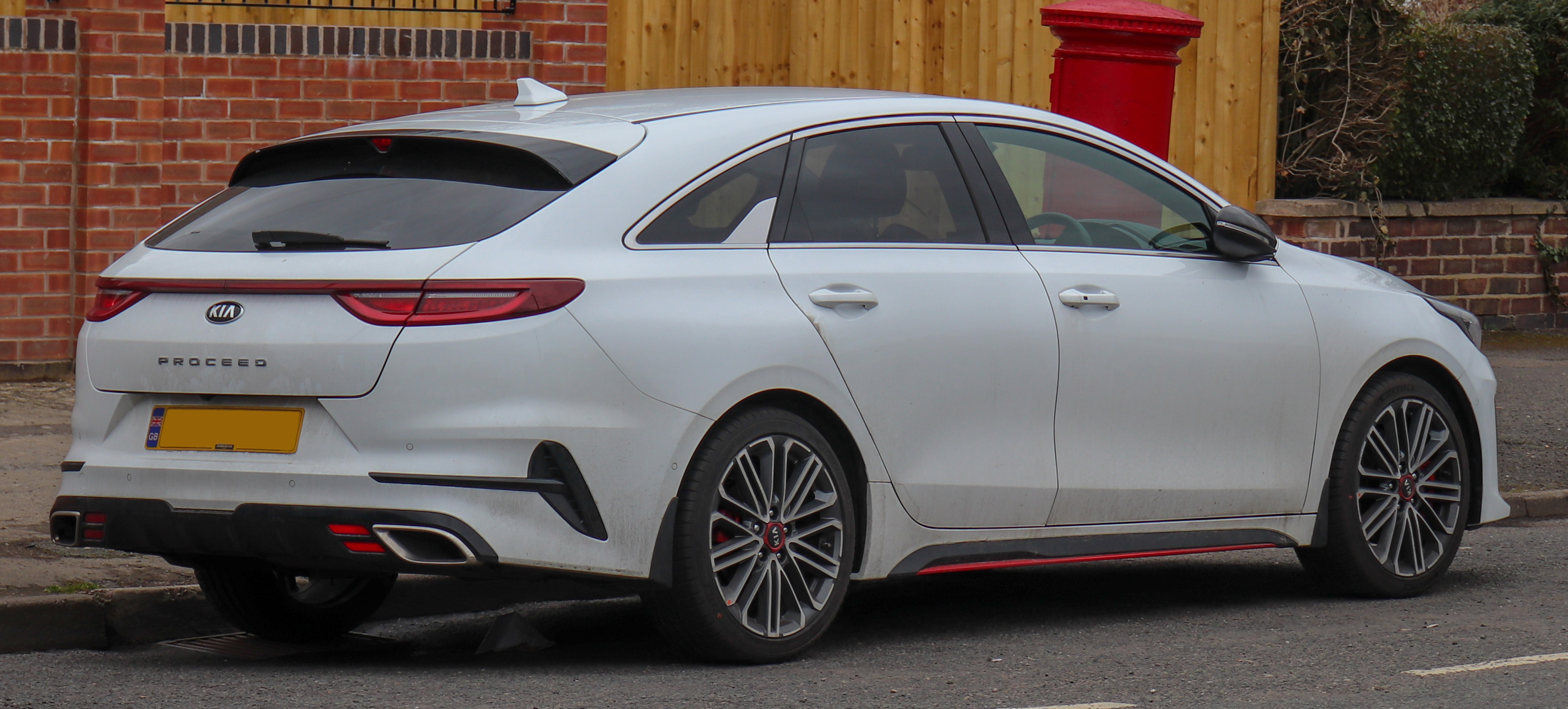
2019 Kia Proceed
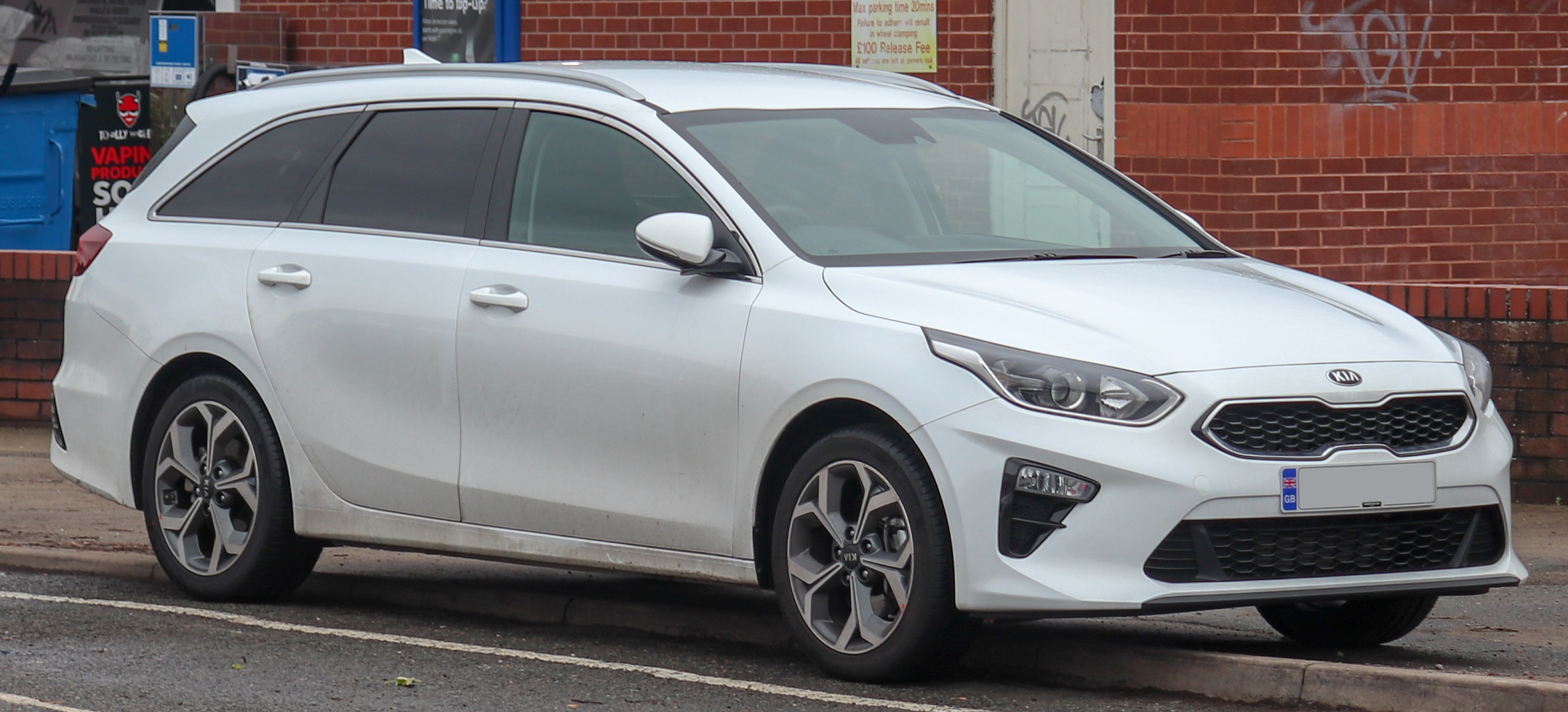
2018 Kia Ceed Sportswagon
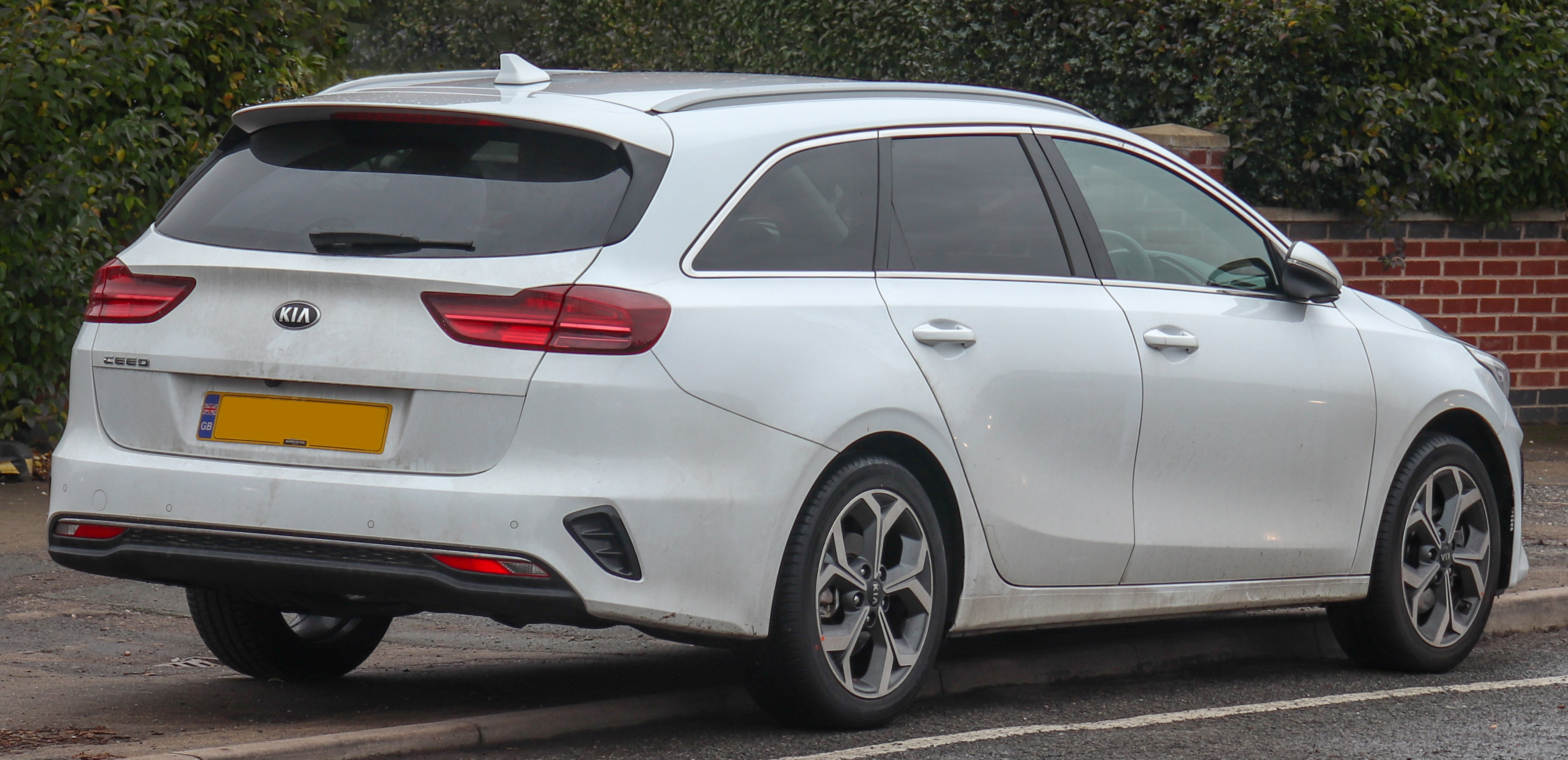
2018 Kia Ceed Sportswagon
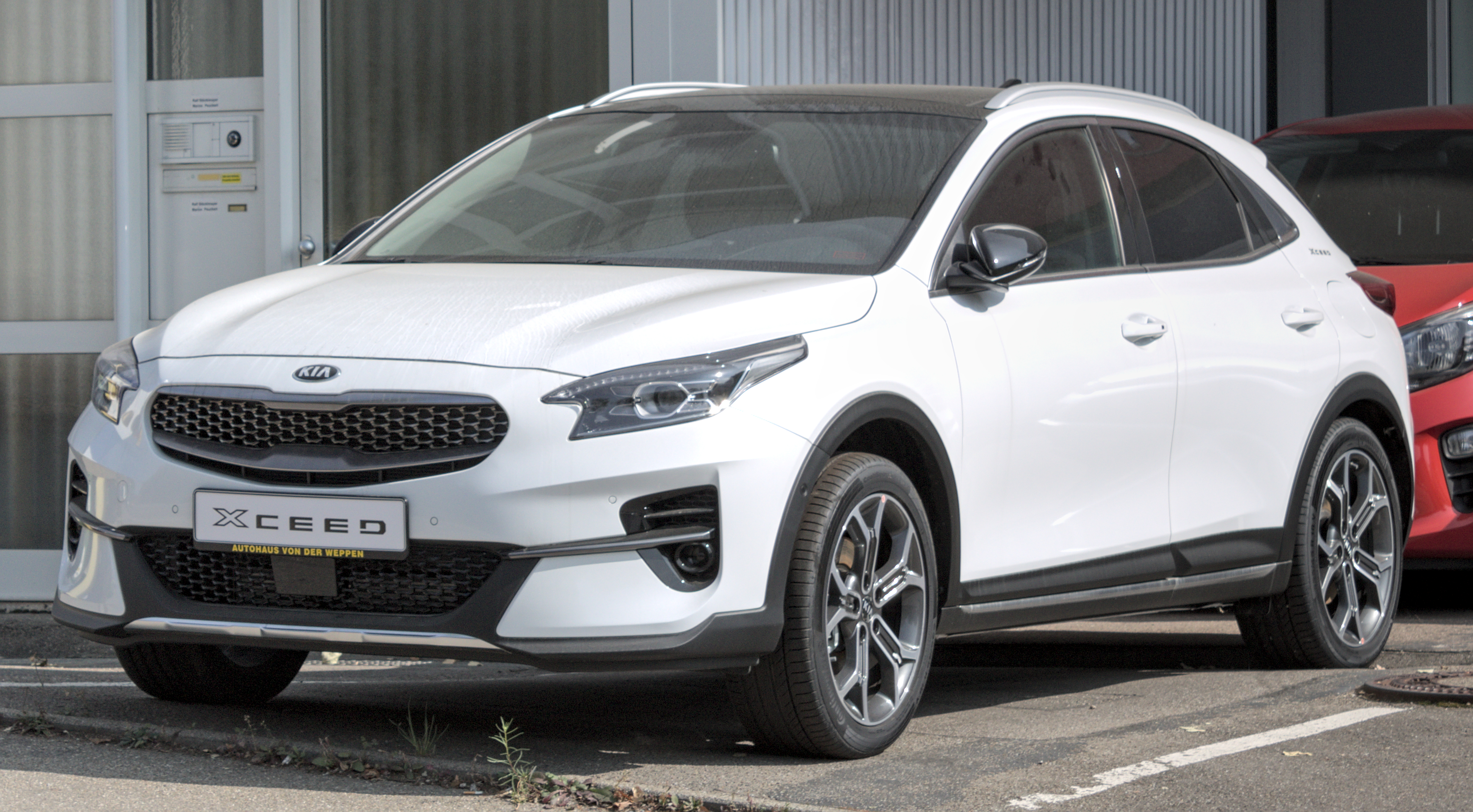
Kia XCeed
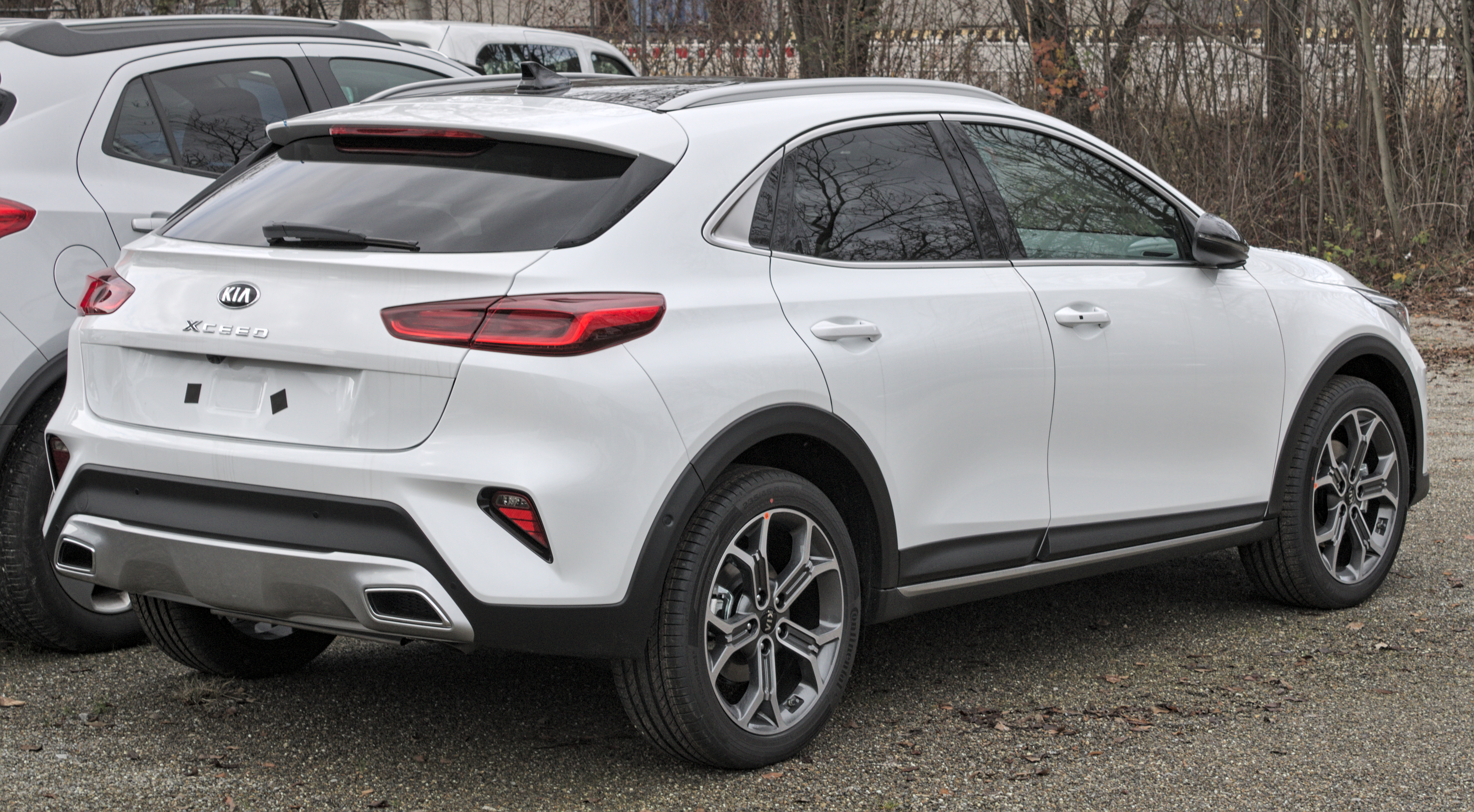
Kia XCeed
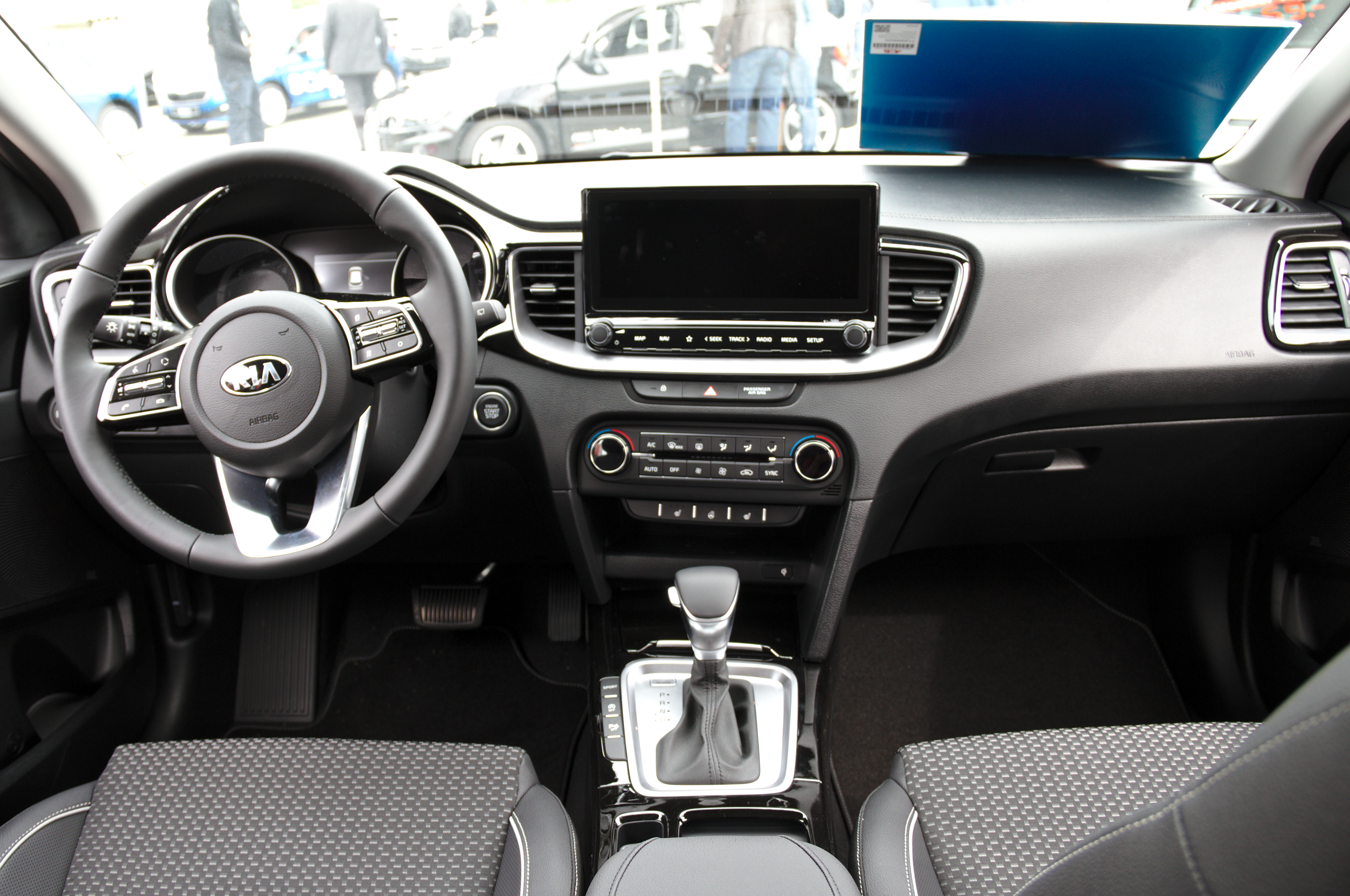
Nội thất

## Doanh số bán hàng
Cee'd đã trở thành mẫu xe châu Âu bán chạy nhất của Kia trong vài năm đầu tiên sau khi ra mắt, vượt trội so với doanh số bán ra của người tiền nhiệm Cerato - và mẫu xe bán chạy nhất trước đó, Picanto - với doanh số từ 90.000 đến 150.000 chiếc mỗi năm. Doanh số được hưởng lợi từ bảo hành bảy năm đổi mới — bảo hành như vậy đầu tiên được cung cấp trên bất kỳ loại xe nào được bán trên thị trường Châu Âu.

## Phiên bản
Kia Pro_cee'd
Kia Ex_cee'd
Kia Eco_cee'd

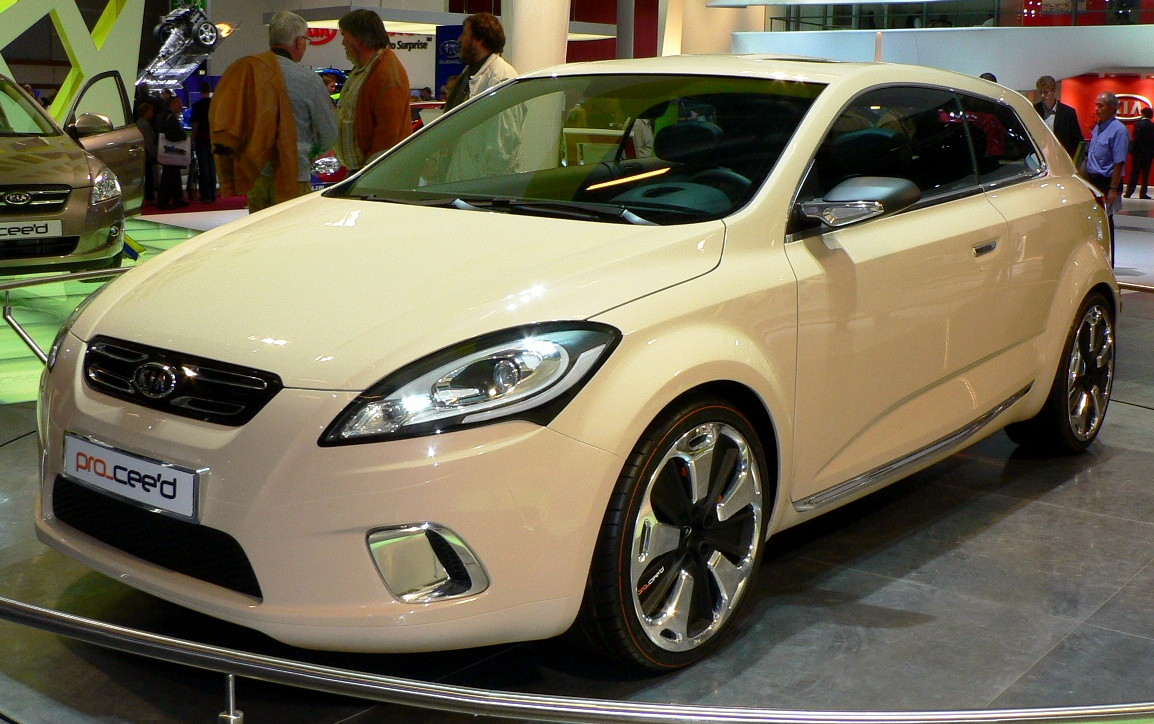
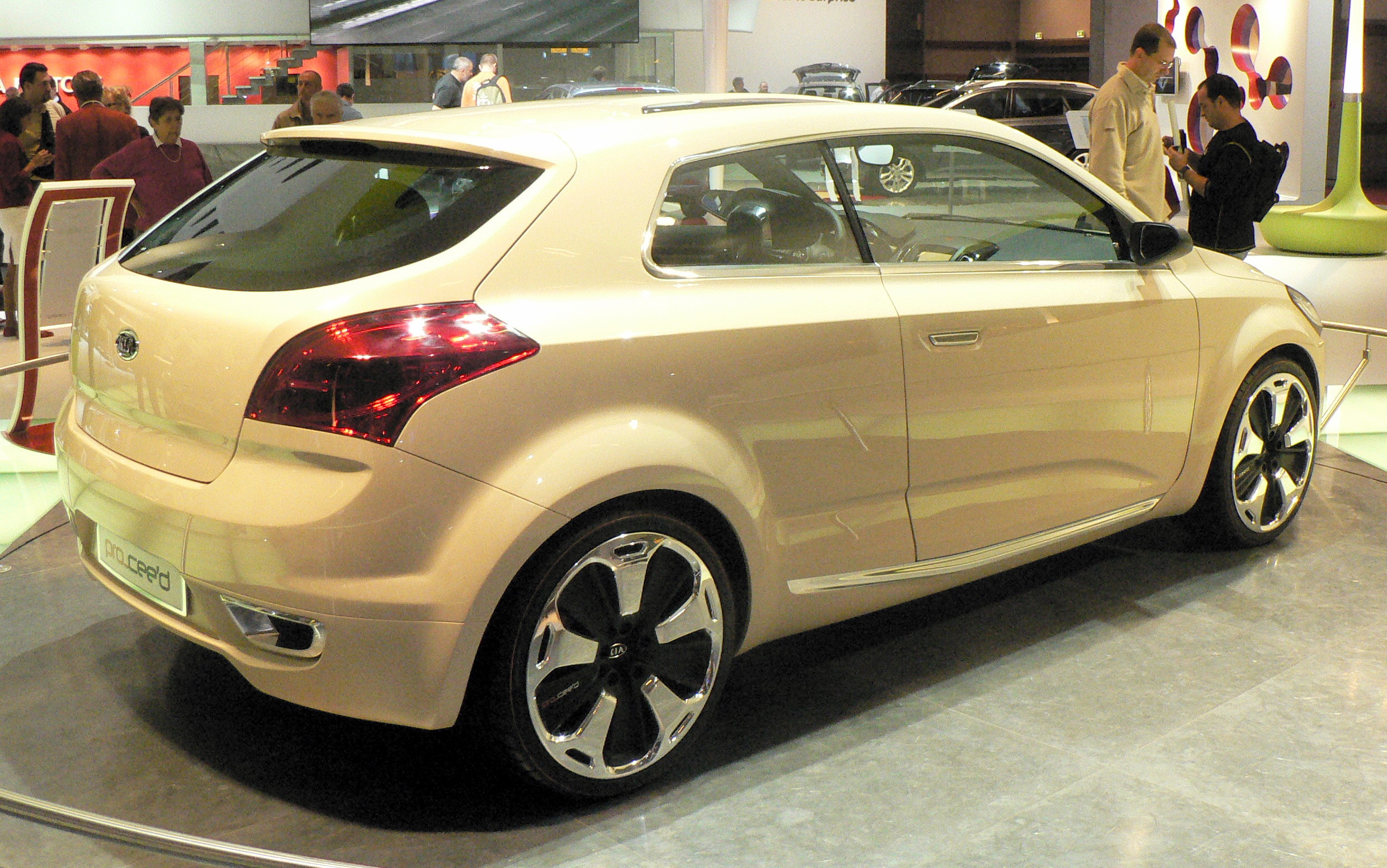
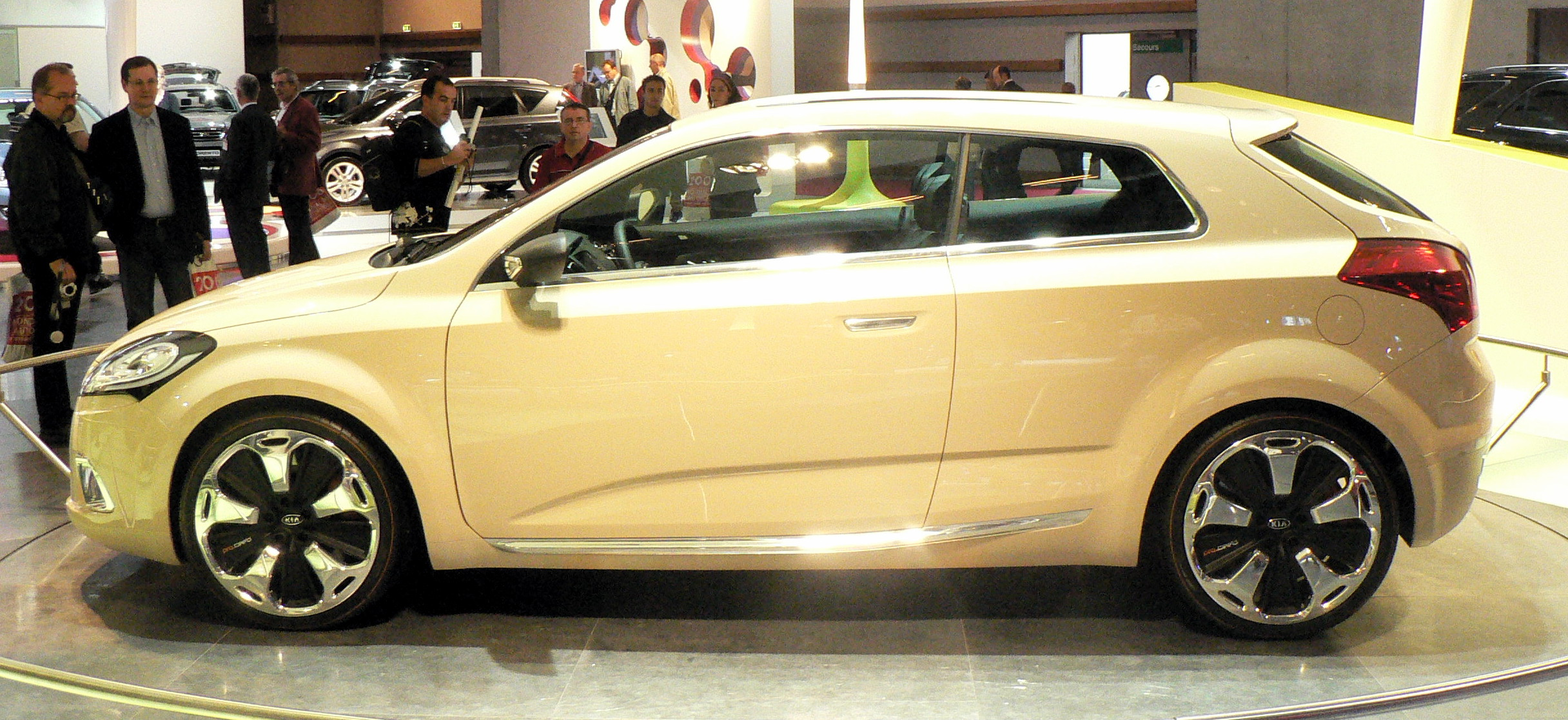
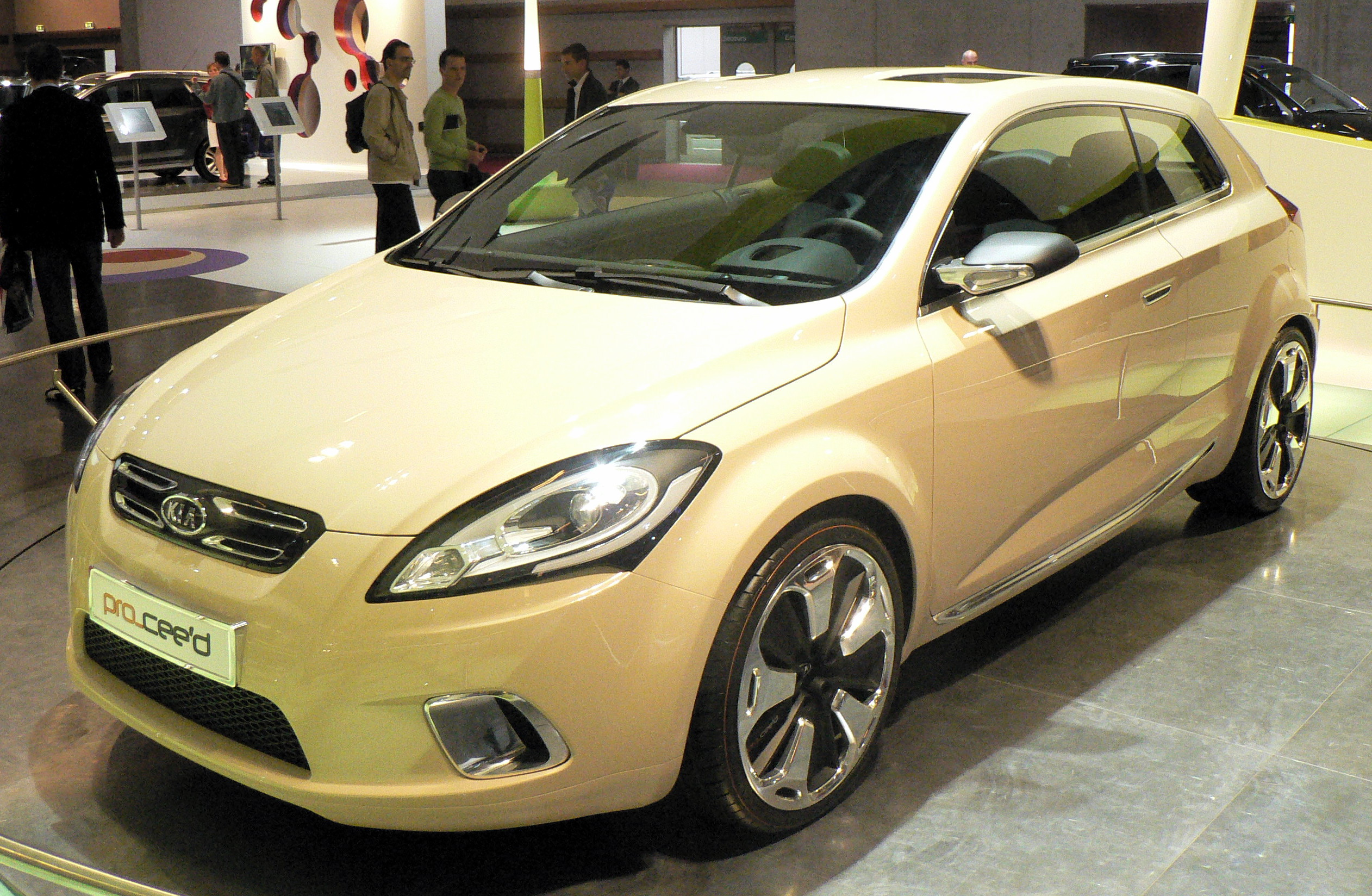

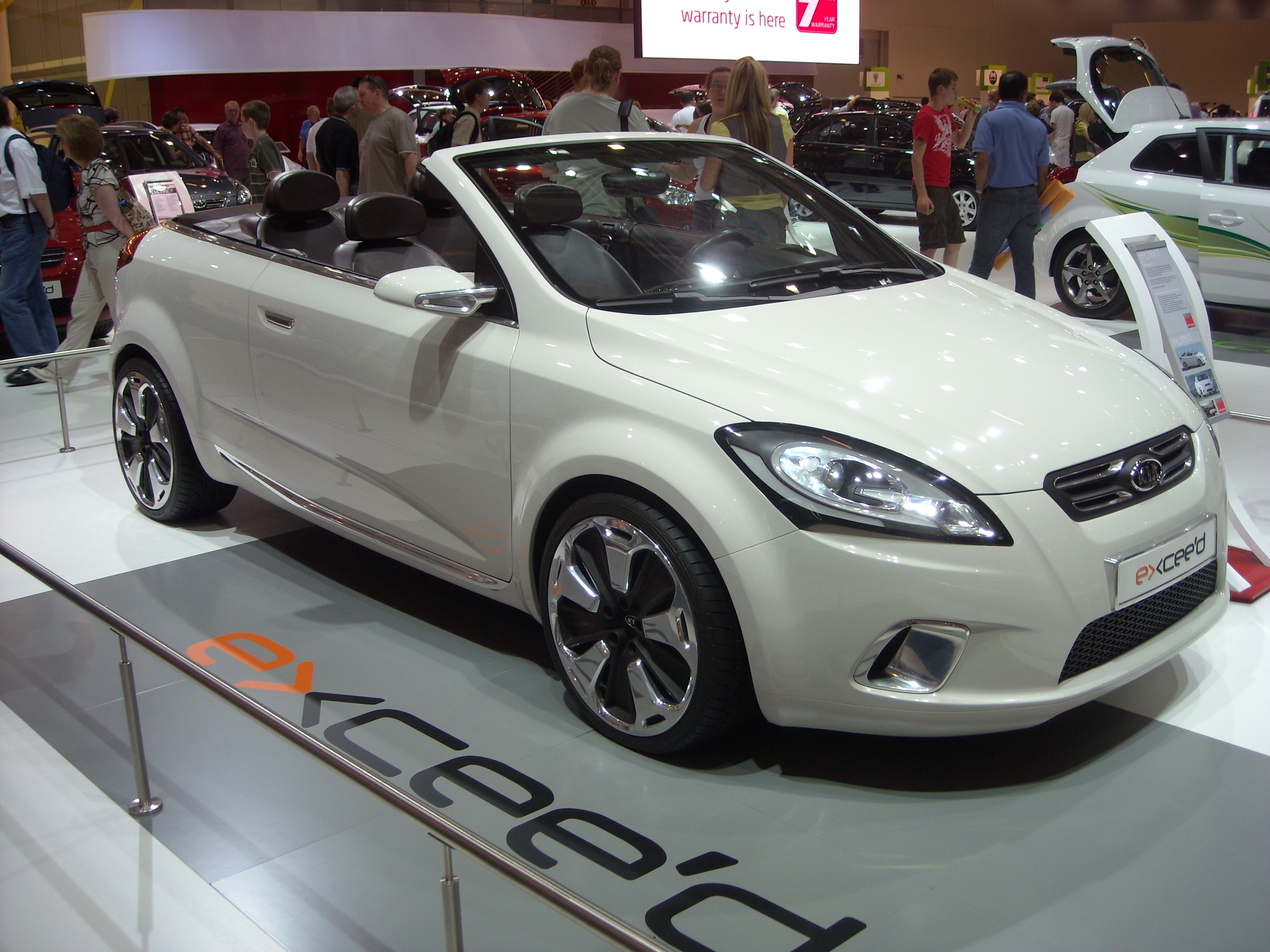

Kia đã tiết lộ một bản concept về dòng Pro_cee'd của mình, với tính năng khí động học được cải thiện và động cơ hybrid nhẹ điều chỉnh cho động cơ diesel của họ, với tên gọi "Eco_cee'd". Các mẫu concept được trang bị ISG (Idle Stop & Go) và phanh phục hồi.
Hybrid version
Kia đã công bố mẫu xem trước concept Cee'd hybrid tại Triển lãm ô tô Paris 2008, với các mẫu hybrid có động cơ điện, chạy bằng pin điện áp cao gắn phía sau hàng ghế sau.

## Thị trường ngoài Châu Âu
Cee'd ban đầu chỉ có sẵn ở các thị trường Châu Âu, Thổ Nhĩ Kỳ, Israel và Nam Phi.
Tại Nga và Kazakhstan, hai thế hệ đầu tiên của Cee'd đã được bán cùng với Kia Forte.
Kia bắt đầu bán các mẫu Cee'd ở Ma-rốc từ năm 2010. Tính đến năm 2020, Kia vẫn bán các mẫu Cee'd ở Ma-rốc, cùng với Kia Cerato.
Vào năm 2014, Pro_Cee'd GT đã được bán ở Israel, Úc và New Zealand. Vào năm 2015, Kia Australia thông báo rằng Pro_Cee'd GT sẽ không còn được cung cấp vào năm 2016, chỉ đăng ký 746 chiếc trong hai năm được bán.